# Lidiya Tseraskaya
Lidiya Tseraskaya (rus: Лидия Петровна Цераская)  (Astracan, 23 de juny de 1855 - Moscou, 22 de desembre de 1931) va ser una astrònoma russa.
Tseraskaya va néixer a Astracan i es va graduar a l'Institut del Mestre de Petersburg. Va treballar a l'Observatori de Moscou, on va descobrir 219 estrelles variables; entre ells (1905) Variable RV Tauri i va reconèixer la seva singularitat. El cràter venusià Tseraskaya va rebre el seu nom. Els seus articles acadèmics es van publicar amb el nom del seu marit, W. Ceraski.
Tseraskaya estava casada amb Vitold Tserasky (1849–1925), també conegut com Vitol'd Karlovic Tseraskiy o Witold Ceraski, que va ser professor d'astronomia a la Universitat de Moscou i director de l'Observatori de Moscou (105); l'asteroide 807 Ceraskia i el cràter lunar Tseraskiy van ser nomenats en honor seu.